# Berezka (potok)
Berezka (Kuźmina) – potok, prawostronny dopływ Tyrawki o długości 10,21 km i powierzchni zlewni 23,11 km².
Potok płynie w Górach Sanocko-Turczańskich. Jego źródła znajdują się w Paśmie Bziany na północ od Kuźminy, a ujście w Tyrawie Wołoskiej.